# Juwi
Juwi Holding AG es una compañía de energía renovable. Fundada por Fred Jung y Matthias Willenbacher en 1996, tiene su sede en Wörrstadt, en la región de Rhineland-Palatinate, Alemania. Juwi tiene oficinas en Alemania, Francia, España, Italia, Grecia, Gran Bretaña, Polonia, República Checa, Bulgaria, India, Sudáfrica, Chile, Costa Rica y Estados Unidos.

## Historia
Matthias Willenbacher y Fred Jung crearon el grupo juwi en 1996. Juwi planea y construye plantas solares, eólicas y bioenergéticas, así como proyectos de energía hidroeléctrica y geotérmica. Juwi es una de las pocas empresas que ofrecen soluciones integrales de energía renovable para municipios, empresas y particulares. Juwi también está produciendo pellets de madera y "Terra Preta", un sustrato de humus rico en nutrientes. Además, la empresa es activa en la reconstrucción sostenible de edificios. 
El nombre de "juwi" es un acrónimo basado en las iniciales de sus dos únicos fundadores. La compañía, que nació con unos pocos empleados, en 2015 cuenta con más de 1.700 empleados y un volumen de ventas de alrededor de mil millones de euros. 
En julio de 2008, Juwi abrió uno de los edificios de oficinas más eficientes en energía del mundo en Wörrstadt, Alemania. En una superficie de más de 17.000 metros cuadrados, ofrece condiciones de trabajo ideales con instalaciones al aire libre para el deporte y la relajación, una guardería y un gimnasio.

## Parques solares
Entre los parques solares construidos por Juwi, el de mayor importancia es el Parque Solar Waldpolenz.

## Promosolar Juwi
En junio de 2017, Juwi anunció la autorización de la (Comisión Nacional del Mercado de Valores), el organismo de vigilancia de la competencia española, para la instalación de una planta fotovoltaica en localidad de Mula (Murcia), la mayor instalación de este tipo en Europa y la séptima del mundo. Con una potencia de 450 MW, la planta de Promosolar Juwi ocupará 1.088 hectáreas, con una inversión estimada de 450 millones de euros.